# Boisset e Gaujac
Boisset e Gaujac (en francès Boisset-et-Gaujac) és un municipi francès situat al departament del Gard i a la regió d'Occitània.